# 비밀의 화원 (노래)
〈비밀의 화원〉(일본어: 秘密の花園 히미츠노하나조노[*])는 일본의 가수 마츠다 세이코의 12번째 싱글로, 1983년 2월 3일 발매되었다. (7" Vinyl: 07SH-1253) 곡의 작사는 마츠모토 타카시, 작곡은 쿠레다 카루호(呉田軽穂, 마츠토야 유미의 필명), 편곡은 마츠토야 마사타카가 맡았다. B사이드 곡은 〈좁은 벽돌길〉(レンガの小径 렌가노코미치[*])이며, 작사는 동일하게 마츠모토가, 작곡은 자이츠 카즈오(財津和夫)가, 편곡은 오무라 마사아키(大村雅朗)가 담당했다.
이 싱글은 1982년 2월 14일에 처음 오리콘 싱글 차트에서 1위를 차지했으며, 그 다음주에도 1위에 올랐다. 기존 오리콘 주간 싱글차트에서의 연속 1위 기록은 핑크 레이디의 9작품 연속이었으나, 세이코는 세 번째 싱글인 〈바람은 가을빛/Eighteen〉을 시작으로 이 작품까지 10작품 연속 1위를 기록하며 이를 경신한다.

## 수록곡
| #            | 제목                               | 작사            | 작곡          | 편곡              | 재생 시간 |
| ------------ | ---------------------------------- | --------------- | ------------- | ----------------- | --------- |
| 1.           | 〈〈비밀의 화원〉〉 (秘密の花園)   | 마츠모토 타카시 | 쿠레다 카루호 | 마츠토야 마사타카 | 3:31      |
| 2.           | 〈〈좁은 벽돌길〉〉 (レンガの小径) | 마츠모토 타카시 | 자이츠 카즈오 | 오무라 마사아키   | 3:47      |
| 총 재생 시간 | 총 재생 시간                       | 총 재생 시간    | 총 재생 시간  | 총 재생 시간      | 7:18      |